# ASC Göttingen von 1846
Der ASC Göttingen von 1846 e. V. (Allgemeiner Sport-Club Göttingen von 1846 e. V.) ist ein deutscher Sportverein aus der Universitätsstadt Göttingen. Er wurde am 3. August 1846 gegründet und ist mit mehr als 12.000 Mitgliedern der größte und älteste Breitensportverein Niedersachsens. Er gehört damit zu den mitgiiederstärksten Sportvereinen Deutschlands. Der heutige Verein entstand 1980 aus dem Zusammenschluss der TG 1846 Göttingen mit dem SSC Göttingen. Der SSC Göttingen wiederum war 1969 als Zusammenschluss des SSV Hellas Göttingen mit dem größten Teil der Mitglieder des Schwimmvereins Göttingen 08 gegründet worden.
Der Verein bietet über 60 verschiedene Sportarten im Breiten-, Kinder-, Gesundheits- und Seniorensport als Freizeitsport und Wettkampfsport an. Er engagiert sich mit Schulkooperationen sowie Freiwilligendiensten im Sport.
Eine Tochtergesellschaft betreibt fünf Kindertagesstätten.

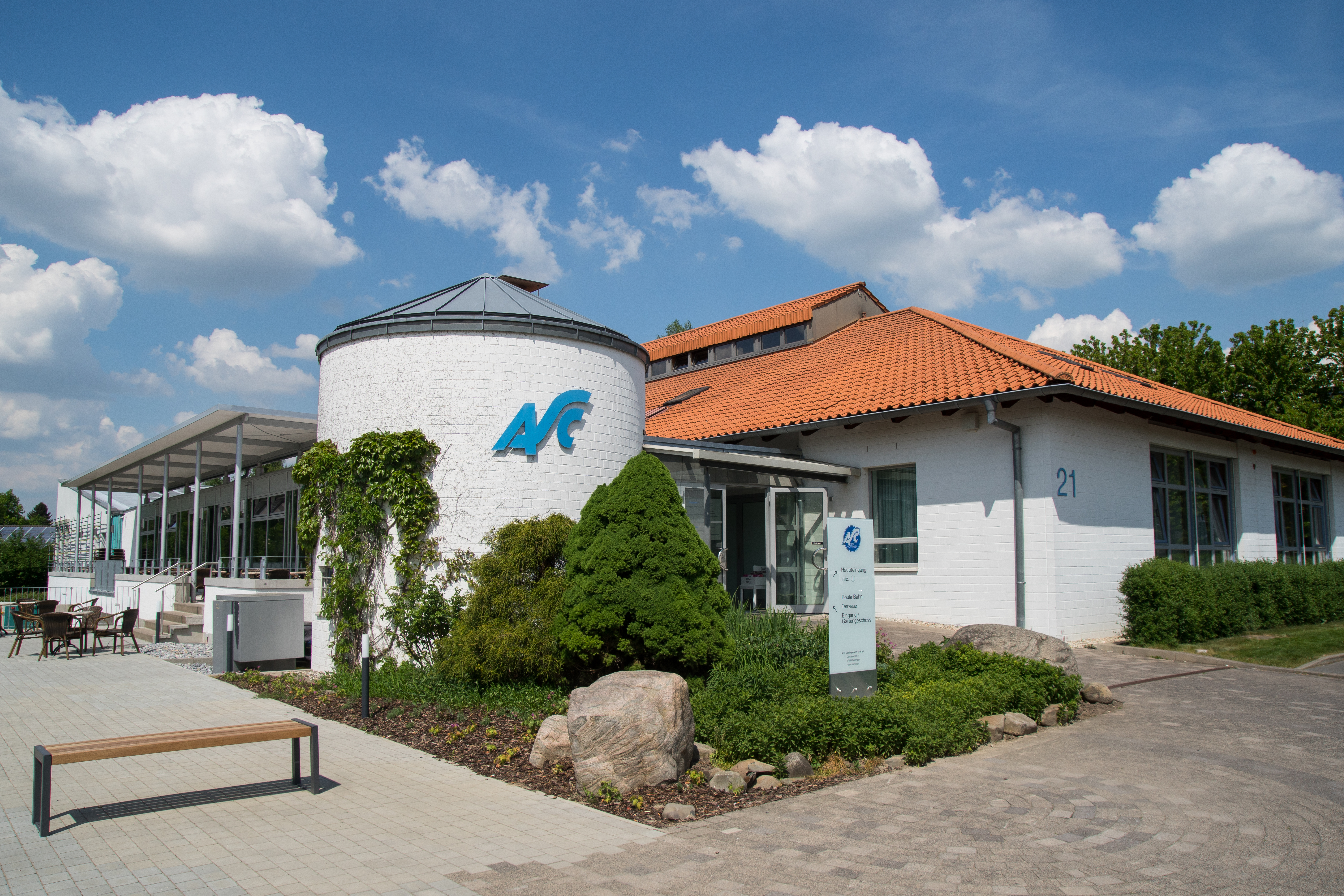
Die Geschäftsstelle des ASC Göttingen in der Danziger Straße (das „ASC Clubhaus“)

In den 1980er Jahren erlangte der Verein durch Erfolge im Basketball nationale Bekanntheit.

## Vereinshistorie

### 1846 bis 1877
Der Turnverein Göttingen wurde am 3. August 1846 von zehn Göttinger Bürgern gegründet. In den ersten Jahren wurde zum Turnen der Hof des Waisenhauses in der Unteren-Masch-Straße genutzt. Da die Mitgliederzahl des Vereins jedoch schon bald anstieg, wichen die Sportler auf den alten Schützenplatz als Turnplatz aus. Vorhanden waren damals bereits ein Reck und ein Barren, später kamen noch ein Schwebereck und eine Strickschaukel hinzu.
Im Jahr 1860 nahmen die Göttinger Turner am ersten Deutschen Turn- und Jugendfest mit etwa 1.000 Teilnehmern in Coburg teil. Zudem wurde in Göttingen das erste Gauturnfest veranstaltet. An diesem partizipierten verschiedene Turnvereine aus dem „Oberweser-Gau“, dem neben Münden und Göttingen auch Allendorf, Arolsen, Bovenden, Kassel, Korbach, Duderstadt und Witzenhausen angehörten.
1863 wurde die Einheit der deutschen Turnbewegung infrage gestellt. Insbesondere die akademischen Turnvereine (ATV) wurden wegen ihres elitären Verhaltens kritisiert. Der Göttinger ATV bemühte sich um die Gründung eines gemeinsamen Turnvereins mit dem Turnverein Göttingen. Im Juni 1864 fusionierten beide Vereine zur Turngemeinde Göttingen (TG 46), in der beide Teilvereine ihre Selbstständigkeit behalten sollten. Die gemeinsame Vereinsarbeit beschränkte sich auf die Vertretung nach außen und einen 14-täglichen Turnabend sowie ab 1865 auch auf eine gemeinsame Vorturnerstunde.

### 1878 bis 1909

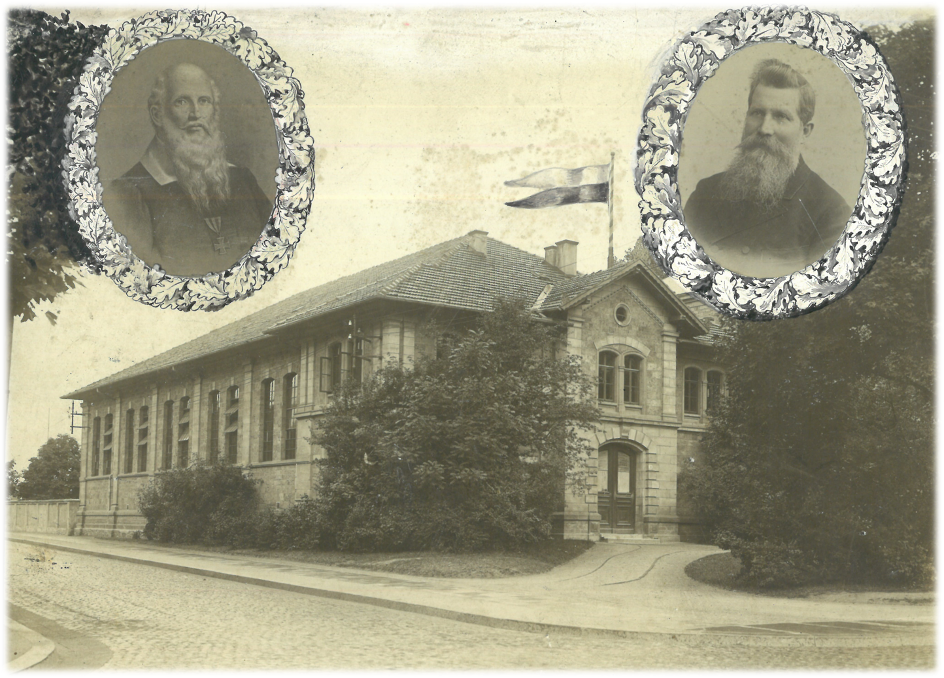
Die neue Turnhalle Ecke Bürgerstraße/Bunsenstraße (heutige Jahnhalle)

Im August 1878 veranstaltete die TG 46 ein Fest, bei dem Bürgermeister Merkel ankündigte, dass die Stadt Göttingen den Bau einer neuen städtischen Turnhalle plane. Bis diese vom Verein genutzt werden konnte, dauerte es allerdings noch neun Jahre. Solange mussten die Göttinger Turner weiterhin in dem alten Turnlokal und angrenzendem Hof trainieren. Probleme hier waren Staub durch den mit Rinde bedeckten Erdboden, Zugluft durch das beschädigte Mauerwerk, mangelnde Beheizung und Beleuchtung sowie fehlende Umkleide- und Waschräume. 1887 wurde schließlich die neue städtische Turnhalle an der Bürgerstraße eingeweiht.
Vom 13. bis 16. August 1892 fand in Göttingen das Deutsche Turnerschaft-Kreisturnfest statt. Die gemeldeten Turner absolvierten zunächst allgemeine Freiübungen, für die sie der Größe nach geordnet antraten. Anschließend fanden das Riegenturnen, das Turnen der Musterriegen, allgemeines Kürturnen sowie die Turnspiele statt. Die Freiübungen, deren Auf- und Abmarsch und die Kleidung der Turner waren vorher genau festgelegt worden, da durch die Veranstaltung Autorität und Disziplin dargestellt werden sollten. Dies wurde auch durch die Synchronität der Turner und ihre Bewegungen auf Kommando erzielt.
Mit dem Jahresbericht von 1906 veröffentlichte die Turngemeinde Göttingen zum ersten Mal einen genauen Bericht über ihre Vereinsarbeit, die ein vielfältiges Programm von Leibesübungen und geselligem Vereinsleben kennzeichnete. Der Verein hatte eine Männer-, Zöglings-, Vorturner- und Spielabteilung sowie die traditionellen Feuerwehr-, Sänger- und Schützenriegen. Veranstaltet wurden neben den monatlichen Vorstandssitzungen und Versammlungen auch regelmäßige Monatskneipen und Turnfahrten.
Der TG 46-Turner Carl Körting nahm 1908 als Mitglied der Olympiamannschaft der Deutschen Turnerschaft (DT) an den Olympischen Spielen in London teil. Die Teilnahme in der 32-köpfigen DT-Olympiamannschaft wurde vom Verein zwar als Ehre empfunden, doch weniger aufgrund der Teilnahme an den Olympischen Spielen selbst, als vielmehr wegen der Auswahl seitens der DT. Das DT-Fest in Frankfurt hatte für die Vereine der deutschen Turnbewegung einen viel höheren Stellenwert.

### 1910 bis 1932
1910 wurde das traditionelle Turnangebot des Vereins für Männer schließlich um eine Abteilung für Frauen erweitert. Die Initiative hierfür ging von einer einzelnen Turnerin, der Studentin Paula Schulze, aus. Sie organisierte und leitete als Turnwartin die Turnstunden für Frauen, musste jedoch noch im Laufe des ersten Jahres aufgrund von Krankheit ausscheiden. Daraufhin wurde die Abteilung vom Turnwart der Männer geleitet. Teilnehmerinnen waren zunächst ausschließlich Töchter von TG 46-Mitgliedern. Die Beteiligung der Frauen am Sport wurde in den folgenden Jahren immer mehr zur Selbstverständlichkeit. Infolgedessen wurde in der TG 46 die Frage der Frauenturnkleidung oft diskutiert. Die traditionelle rockartige, weite Pumphose und die darüber gezogene Schoßbluse erwiesen sich als unpraktisch. Daher begannen einige Sportlerinnen mit kurzer Männerturnhose, langem Turnkittel und ohne Strümpfe zu trainieren. Trotz aller Widerstände setzen sie sich nach und nach durch. 1925 wurde von der TG 46 für die weiblichen Vereinsmitglieder ein schwarzer, langer Turnanzug in Trikotstoff und weiße Hallenturnschuhe ohne Strümpfe empfohlen. Im gleichen Jahr entstand nach dem Vorbild der Altherrenriege für die über 25-jährigen Frauen eine Altfrauenriege. Die Namensgebung stieß allerdings auf reichlich Kritik, wodurch sie kurze Zeit später in Frauen- und Mütterriege umbenannt wurde.
In der Spielabteilung der TG 46 wurde neben Leichtathletik auch Faustball, Schlagball, Korbball, Barlauf und andere Bewegungsspiele durchgeführt. Im Jahr 1920 wurde dieses Angebot um Fußball und wenig später um Handball und Fechten ergänzt. 1927 wurde schließlich die erste eigene Schwimmabteilung der TG 46 gegründet.
Bisher waren organisierte Leibesübungen für Kleinkinder in der Deutschen Turnerschaft noch nicht verbreitet. Leibesübungen für Kinder begannen erst mit Eintritt in die Schule. Aufgrund dessen konnte nicht auf historische Vorläufer für Kleinkinderturnen zurückgegriffen werden. Die körperliche Förderung von Kindern im Vorschulalter wurde vom TG 46 aber als logische Konsequenz der allgemeinen Reformbewegung der Körperkultur in der Weimarer Zeit gesehen. Somit betraten sie mit der Schaffung einer Kleinkinderabteilung im November 1926 neues Terrain.

### 1933 bis 1945
Die Einführung des Führerprinzips sorgte auch in der TG 46 für einige Änderungen. Am 10. Mai 1933 fand eine außerordentliche Hauptversammlung statt, in der die Umgestaltung der Deutschen Turnerschaft erläutert und die Göttinger Vereinsorganisation entsprechend verändert wurde. Alle Ämter wurden nicht mehr durch Wahl, sondern durch Bestimmung von der nächsthöheren Instanz besetzt. Am 11. Dezember 1933 wurde zusammen mit der Tuspo die Göttinger Turnerschaft gegründet. Die Gleichschaltung der Turngemeinde mit anderen Vereinen zur Göttinger Turnerschaft bedeutete nach fast 100 Jahren das Ende der selbstständigen Turnvereinsarbeit in Göttingen.
Trotz der strengen Maßnahmen der Besatzungsmacht konnten die Turner der TG 46 schon im Herbst 1945 den Sportbetrieb wieder aufnehmen. Unter dem Namen Turnklub Göttingen von 1846 e. V. schloss sich der Verein dem Kreissportbund Göttingen an. Neben dem Turnen wurde schon früh Handball und Basketball gespielt sowie Leichtathletik, Gymnastik und Fechten betrieben. Als Sportstätten dienten die Turnhalle an der Böttinger Straße, die Wörthsporthalle, die Turnhalle Friedländer Weg, der Jahnspielplatz und der Fliegerhorst.

### 1946 bis 1979
Am 1. Juni 1946 wurde von den ehemaligen Schwimmern der TG 46 der Schwimmverein Göttingen gegründet. Die Zusammensetzung des Vereins war sehr divers. Neben den „älteren“ Schwimmern des ehemaligen Schwimmvereins Göttingen, gab es die ehemaligen Mitglieder der Schwimmsportvereinigung von 1908 und der Schwimmabteilung des 1.SC 05, Jugendliche die fast ausschließlich zur Zeit der Hitlerjugend trainiert hatten. Zudem gab es Interessierte, die aufgrund des Krieges nach Göttingen gekommen waren. Trotz dieser Umstände gelang es einen neuen Schwimmverein zu gründen, der die Tradition des 1908 gegründeten Vereins fortsetzen sollte. Anfangs wurde in der mit Wasser gefüllten Tonkuhle am Ascherberg trainiert. In einem ausgebauten Feuerlöschteich in Sudheim wurden die ersten Wettkämpfe ausgetragen. Im Frühjahr 1947 wurde insbesondere von den jüngeren Mitgliedern des Schwimmvereins Göttingen der Wunsch geäußert, neben Schwimmen auch weiter Basketball und Tischtennis zu spielen sowie Gymnastik zu betreiben. Da die älteren Mitglieder den Fokus des Vereins jedoch ausschließlich auf das Schwimmen legen wollten, bildeten sich zwei Gruppen, die in Konflikt miteinander standen. Die Sprecher der beiden Gruppen führten am 13. Juni 1947 schließlich eine versöhnliche Trennung durch. Während die älteren Schwimmer die Tradition des Schwimmverein Göttingen 08 weiterführten, gründeten die jüngeren Mitglieder einen neuen Verein, den SSV Hellas Göttingen. Der SSV Hellas Göttingen öffnete sich neben Schwimmen auch für andere Sportarten, wie Basketball, Tischtennis und Gymnastik. 1955 gehörten dem Verein bereits über 1.000 Mitglieder an, womit der Verein zu den größten der Stadt Göttingen zählte.
Im Jahr des 110-jährigen Bestehens der TG 46 entschieden die Mitglieder bei ihrer Jahreshauptversammlung wieder den historischen Vereinsnamen anzunehmen. Ab dem 15. März 1958 wurde der Turnklub Göttingen von 1846 e. V. dann wieder offiziell in Turngemeinde Göttingen von 1846 e. V. umbenannt. Die Turngemeinde organisierte den ersten turnerischen Höhepunkt der Nachkriegszeit, das Landesturnfest. Dieses fand 1955 in Göttingen statt. Bis zu Beginn der 70er Jahre erhöhte sich die Mitgliederzahl auf 1.700. Über viele Jahre siegten die Jugendlichen der TG 46 in sämtlichen regionalen Meisterschaften.
1969 fusionierten der SSV Hellas mit dem größten Teil der Mitglieder des Schwimmvereins 08. Es entstand der Schwimm-Sport-Club Göttingen (SSC Göttingen). Entsprechend der Grundsätze des SSV Hellas wurde der Verein zunehmend um neue Sportarten ergänzt. Mit 2.000 Mitgliedern war der SSC Göttingen Anfang der 1970er Jahre der größte Sportverein. In der Hauptversammlung 1977 wurde als erster Verein Niedersachsens die Einführung eines Delegiertensystems beschlossen. Zudem wurde der SSC Göttingen Mitglied im Freiburger Kreis, einer Arbeitsgemeinschaft größerer Sportvereine in der Bundesrepublik. Mit der Gründung einer Schachabteilung überschritt der Verein die 2.500-Mitgliedermarke.
Mitte der siebziger Jahre wurde von der Stadt Göttingen der Bau einer Bezirkssportanlage geplant, bei deren Planung ein Sportverein mit einbezogen werden sollte. Sowohl der SSC Göttingen als auch der TG 46 zeigten sich interessiert. August Schütte, Vorsitzender des SSC Göttingen, und Siegfried Mentz, Vorsitzender der TG 46, entschieden, dass die Fusion beider Vereine eine sinnvolle Entscheidung sein könnte, um als wirtschaftlich starker Verein der Stadt gegenüber als Verhandlungspartner aufzutreten. In einer Versammlung Anfang 1980 wurde schließlich die erforderliche Mehrheit für die Fusion des SSC Göttingen mit der TG 46 zu einem neuen Großverein unter dem Namen Allgemeiner Sport-Club Göttingen von 1846 e. V. (ASC Göttingen) erreicht. Am 1. April 1980 konnte der ASC Göttingen seine Arbeit mit 4.232 Mitgliedern aufnehmen.

### 1980 bis 1985
Am 22. März 1980 sicherten sich die Basketball-Herren des ASC im Spiel gegen den TuS 04 Leverkusen mit 68:63 den Titel „Deutscher Meister 1980“. Es folgten zwei weitere Meistertitel in den Jahren 1983 und 1984 sowie die DBB-Pokalsiege 1984 und 1985. Nach dem zweiten Pokalerfolg im Jahr 1985 stiegen jedoch kontinuierlich die finanziellen Probleme der Mannschaft. Die Leistungsträger konnten nicht mehr gehalten werden und das Publikum blieb zunehmend aus. Aus diesem Grund wurde im Jahr 1988 der Entschluss gefasst, freiwillig die Bundesliga-Lizenz abzugeben und in die Regionalliga abzusteigen.

### 1983 bis 1988
Im Tanzclub Schwarz-Gold Göttingen fand Ende der 70er Jahre ein personeller Umbruch statt, der die sportliche Zukunft des Clubs in Frage stellte. Nach Gesprächen mit verschiedenen Partnern, fusionierte der Club am 1. September 1983 schließlich mit dem tsc grün-orange im ASC unter dem neuen Namen Tanzsportclub Schwarz-Gold im ASC. 1987 schloss sich der Rock'n'-Roll-Club Göttingen dem Tanzsportclub Schwarz-Gold im ASC an. Ab Herbst 1992 tanzten die ASC Rock'n'Roller Turniere unter dem Namen „Hurricane Dancers“.
Bis auf wenige Ausnahmen verfügten die traditionellen Sportvereine bis zu diesem Zeitpunkt über keine Angebote für Senioren. Stattdessen hatten sich reine Seniorenvereine gebildet. Nachdem August Schütte 1984 in den Ruhestand getreten war, beschäftigte er sich zunehmend mit der Suche nach einer Organisationsform, die Senioren- und Sportvereine kombinieren sollte. Mit der Seniorengemeinschaft für Sport und Freizeit im ASC 46 wurde 1985 ein Modell gefunden, dass die notwendigen Voraussetzungen erfüllte.

### 1989 bis 1999
Um für den Verein ein Sport- und Begegnungszentrum zu schaffen, verhandelte der Verein in den Jahren 1986/87 mit dem Rat und Verwaltung der Stadt Göttingen. Ergebnis der Verhandlungen war ein Gelände von 4.300 Quadratmetern in der Danziger Straße. Nachdem im Frühjahr 1987 die Planungsphase abgeschlossen wurde, begann am 28. April 1988 die Bauphase. Im Juli 1989 konnte das Clubhaus schließlich in Betrieb genommen werden. Die offizielle Einweihung wurde am 2. September 1989 gefeiert. Bis heute ist das Clubhaus zentraler Ort für Sport und Begegnung im ASC Göttingen. 1991 begann zudem der Bau des Bogensportgeländes auf einem freistehenden Dreiecksgelände, angrenzend an die Bezirks-Sportanlage in Grone. Am 16. Oktober 1994 fand die Eröffnungsfeier des Bogensportgeländes statt, auf dem die Bogenschützen des ASCs bis heute trainieren.
1995 entstand die Kinderkiste im ASC Göttingen, ein Angebot für Kinder im Alter von zwei bis drei Jahren, die an zwei Vormittagen im ASC Clubhaus betreut wurden. 1997 entstand, in Zusammenarbeit mit der Herman-Nohl-Schule, mit der Schulkinderbetreuung das erste Ganztagsangebot für Grundschulen durch einen Sportverein. Für den ASC Göttingen war dies der Einstieg in die professionelle Kinder- und Jugendbetreuung im Sport.
In den Jahren 1997/98 erwarb der ASC Göttingen eine alte Bundeswehrsporthalle auf den Zietenterrassen. Dieses wurde zum ASC Sportcentrum umgebaut, welches 1998 als erstes Fitnessstudio eines Sportvereins in Niedersachsen eröffnete. Am 1. Januar 1999 wurde in den Räumlichkeiten des Sportcentrums die ASC Sport- und Umweltkindertagesstätte (SUK) eingerichtet. Zudem wurde der ASC Göttingen offiziell als Träger für Kindertagesstätten anerkannt. Durch diesen Schritt wurde der Zugang zu Kindern im Krippen-, Kindergarten- und Grundschulalter durch Sport ermöglicht und die Kindersportangebote im ASC Göttingen ständig mit professioneller Hilfe weiterentwickelt.

### 2000 bis 2003
Zur Stärkung der Angebote im Gesundheitssport übernahm der ASC Göttingen 2001 das Bewegungsbad im Seniorenzentrum Saathoffplatz und richtete neben Angeboten im Wasser eine Physiotherapeutische Praxis, das Pro Aktiv, ein. Zudem übernahm die asc-Fitness GmbH für fünf Jahre das Fitnessstudio im Freizeit In. Die Zusammenarbeit mit Ärztinnen und Ärzten wurde intensiviert, indem der Verein Aufgaben im Umfeld von Arztvereinen übernahm.
Nachdem der Ausbildungsberuf „Sport- und Fitnesskauffrau/mann“ neu eingeführt wurde, fand der ASC Göttingen eine Berufsschule in Hannover, die den Ausbildungsgang schulisch begleiteten wollte. Zudem stellte der Verein im ersten Prüfungsausschuss der IHK den Vorsitz. Im Jahr 2003 wurden die ersten ausgebildeten Sport- und Fitnesskaufleute in Niedersachsen erfolgreich geprüft. Im ASC Göttingen wurden seitdem 40 junge Sport- und Fitnesskaufleute ausgebildet.
Da die Vereins- und Angebotsvielfalt des Vereins sich immer weiter vergrößerte, wurden in einer zur Jahrtausendwende gegründeten Arbeitsgruppe Überlegungen zu einer neuen Struktur für die Zukunft ausgetauscht. Dabei sollte ein neues Nebeneinander von Haupt- und Ehrenamt aufgebaut werden. Gemeinsam mit Vertretern aus den Fachbereichen wurde ein neuer Weg im Sport gefunden, der 2003 im Rahmen einer Delegiertenversammlung mit großer Mehrheit umgesetzt wurde. Seitdem übernimmt ein kleiner Vorstand, der haupt- und ehrenamtlich besetzt sein kann, die Vereinsgeschäfte und wird von einem aus der Delegiertenversammlung gewählten Präsidium eingesetzt und kontrolliert. Das Präsidium ist ausschließlich ehrenamtlich besetzt und hat keinen Zugriff mehr auf das tägliche Geschäft.

### 2003 bis 2018
Im Sommer 2003 erteilte die Bezirksregierung Braunschweig dem ASC Göttingen die Trägerschaft für den Freiwilligendienst. Knapp ein Jahr später, im Frühjahr 2004, unterzeichneten der Landessportbund, die Sportjugend Niedersachsen und der ASC Göttingen eine erste Kooperationsvereinbarung. Ab dem 1. August 2004 wurden alle Freiwilligendienste im Sport in Niedersachsen durch den ASC Göttingen organisiert und umgesetzt, während der Dachverband Landessportbund weiterhin die politische Verantwortung gegenüber den sportlichen Dachorganisationen und der Landesregierung übernahm. Das erste Projekt im Rahmen der Freiwilligendienste war der „Generationsübergreifende Freiwilligendienst“, der im Mai 2005 entwickelt wurde und bis ins Jahr 2008 bestand. Ziel war es die älteren Menschen in Anbetracht der demographischen Entwicklung und ihrer besonderen Potentiale in die Freiwilligenarbeit mit einzubeziehen. Ab 2008 ging der ASC Göttingen mit seinen Freiwilligendienstleistenden als einer der ersten Träger bundesweit auch in Schulen. Im selben Jahr wurden die Freiwilligendienste des Vereins international. Nach Kooperationsgesprächen konnten sechs Einsatzstellenplätze für die Freiwilligen im Eastern Cape in Südafrika geschaffen werden.
Das Projekt „fit für PISA“ wurde im Jahr 2003 gegründet und ab 2005 offiziell an vier Grundschulen mit wissenschaftlicher Begleitung umgesetzt. Ziel des Projektes war die flächendeckende und nachhaltige Integration von Bewegung und einer gesunden Ernährung in den Alltag von Grundschulkindern. Mittlerweile wurde das Projekt inhaltlich zu „fit für pisa +“ ausgeweitet und wird heute in neun Grundschulen umgesetzt.
Im Jahr 2004 begannen der ASC und die Universität Göttingen eine neue Kindertagesstätte in der ungenutzten Pädagogischen Hochschule im Waldweg zu planen. Bereits im September 2005 erfolgte der Einzug in die neue Kindertagesstätte, das „ASC Kinderbewegungshaus“. Die Nachfrage nach Kindertagesstätten wuchs jedoch stetig weiter. Um den steigenden Ansprüchen gerecht zu werden, gründete der ASC Göttingen 2006 eine Gesellschaft, die asc-gemeinnützige Kinderbetreuungsgesellschaft mbH (asc-gGmbH). An diese gab der Verein seine Trägerschaft für die Kindertagesstätten ab und bündelte somit alle Aktivitäten im Bereich der Kinderbetreuung. Mit dem ersten Hort im „ASC Kinderbewegungshaus“ gelang dem ASC im Jahr 2007 der Einstieg in die Schulen. 2008 folgte die Gründung des „ASC Hortes“ in der Leinebergschule. Nach einer zweijährigen Planungs- und Bauphase wurde im August 2009 der Anbau an das Clubhaus mit drei Gruppen für Kinder im Alter von ein bis sechs Jahre fertig gestellt. Ergänzend dazu entstand ein Mehrzweck- und Gymnastikraum, der vormittags den Kindern und ab nachmittags dem Vereinssport zur Verfügung steht.
Nach der Abschaffung der Zivildienste führte ebenfalls zu einer Auflösung der Zivildienste im FSJ des ASC Göttingens. Aus diesem Grund wandelte der ASC Göttingen die 170 FSJ-Verträge in BFD-Verträge um und besetzte zusätzlich 46 Verträge mit einem BFD für Personen im Alter von über 26 Jahren. Im Freiwilligenjahrgang 2011/2012 wurde zudem erstmals die Grenze von 500 Freiwilligen, die in den verschiedenen Projekten durch den ASC Göttingen organisiert wurde, überschritten. Ein Jahr später erkannte das Familienministerium den ASC Göttingen zur Zentralstelle im Bundesfreiwilligendienst an.
Im Jahr 2011 kaufte der ASC Göttingen 2011 von der Stadt Göttingen ein, etwa 100 Meter vom ASC Sportcentrum entferntes, Grundstück. Noch im gleichen Jahr wurde dort die neue Sport- und Umweltkindertagesstätte mit drei Gruppen eröffnet. So konnten der Kindergarten aus dem ASC Sportcentrum und die Krippengruppen aus der Hannah-Vogt-Straße in ein gemeinsames Haus umziehen. Sechs Jahre später wurde der zweite Bauabschnitt der Sport- und Umweltkindertagesstätte realisiert. Durch einen Anbau konnte eine weitere Kindergruppe in die Betreuung mit aufgenommen werden. In den Jahren 2011 und 2012 wollten die Stadt Göttingen und ihre freien Träger zudem die Ganztagsbetreuung in den Göttinger Grundschulen ausbauen. Die asc-gGmbH, die seit 2008 drei Hortgruppen in der Leinebergschule umsetzte, konnte 2011 in der Hagenbergschule sowie 2012 in der Egelsbergschule und der Höltyschule ein Angebot aufbauen. In den Folgejahren kamen die Bonifatiusschule und die Hennebergschule hinzu.
Der schlechte bauliche Zustand der physiotherapeutischen Praxis und des Bewegungsbades am Saathoffplatz führten dazu, dass das Pro Aktiv 2012 seinen Standort wechselte. Es zog als Pächter in die Walkemühle ein, wo zusätzliche Wellnessangebote aufgebaut werden konnten. Etwas später zogen auch die Wassergymnastikgruppen des ASCs in das neue Gruppenbad im Badeparadies um.
Gemeinsam mit dem Altenzentrum Luisenhof und dem Weender Krankenhaus entwickelte der ASC Göttingen im Jahr 2014 eine betriebsnahe Kindertagesstätte im Luisenhof Weende. In wenigen Monaten wurden entsprechende Räumlichkeiten fertiggestellt und die dreigruppige Einrichtung eröffnet. Die Idee eines generationenübergreifenden Konzeptes prägt die Arbeit der Luisenhofes bis heute.
Seit 2015/16 stabilisiert sich die Gesamtzahl der Freiwilligen in einer Größenordnung über 1.000, von denen mehr als 900 im nationalen und mehr als 100 im internationalen Dienst im Einsatz sind.

### 2019 bis 2022
Nach 22 Jahren der Dominanz durch den Braunschweiger TSC und den 1. TC Ludwigsburg holte die A-Formation des TSC Schwarz-Gold im ASC den Bundesligasieg und erhielt somit ein direktes Ticket zu folgenden Weltmeisterschaft. Diese fand am 7. September 2019 in Moskau statt, wo sich das Tanzsportteam Göttingen die Bronzemedaille ertanzte. Am 9. November 2019 konnte sich die A-Formation zudem den Deutschen Meistertitel sichern.
Im Jahr 2020 eröffnete der ASC Göttingen seine erste Kindertagesstätte in Grone. Die ASC-Groner-Bewegungskita bezog im August 2020 Räume in der Heinrich-Heine-Schule. Diese Lösung schafft den Übergang bis zur Fertigstellung der neuen Kindertagesstätte am ASC-Bogensportgelände.
Der steigende finanzielle Aufwand im Wettkampfsport konnte nicht durch den Torpedo Göttingen von 1970 e. V. geleistet werden. Daher entschloss sich der damals leistungsstärkste Tischtennisverein Südniedersachsens sich dem ASC Göttingen anzuschließen. Zu Beginn des Spieljahres 2020/2021 gingen die ersten gemeinsamen Mannschaften der „neuen“ Tischtennis-Abteilung des ASC Göttingens an den Start.
Mit Eintritt ins Rentenalter übergab die Leiterin des 1997 gegründeten Frauen-Fitnessstudio „femme vital“ am 1. Januar 2020 an den ASC Göttingen. Somit wurde aus dem „femme vitale“ das „ASC Frauen Fitnessstudio“. Mit dem Kauf des Fitnessstudios fiel zudem auch die Entscheidung, eine strukturelle Veränderung vorzunehmen. Der Fachbereich ASC Fitness wurde gegründet und die Mitglieder der Fitnessstudios wurden Vereinsmitglieder.

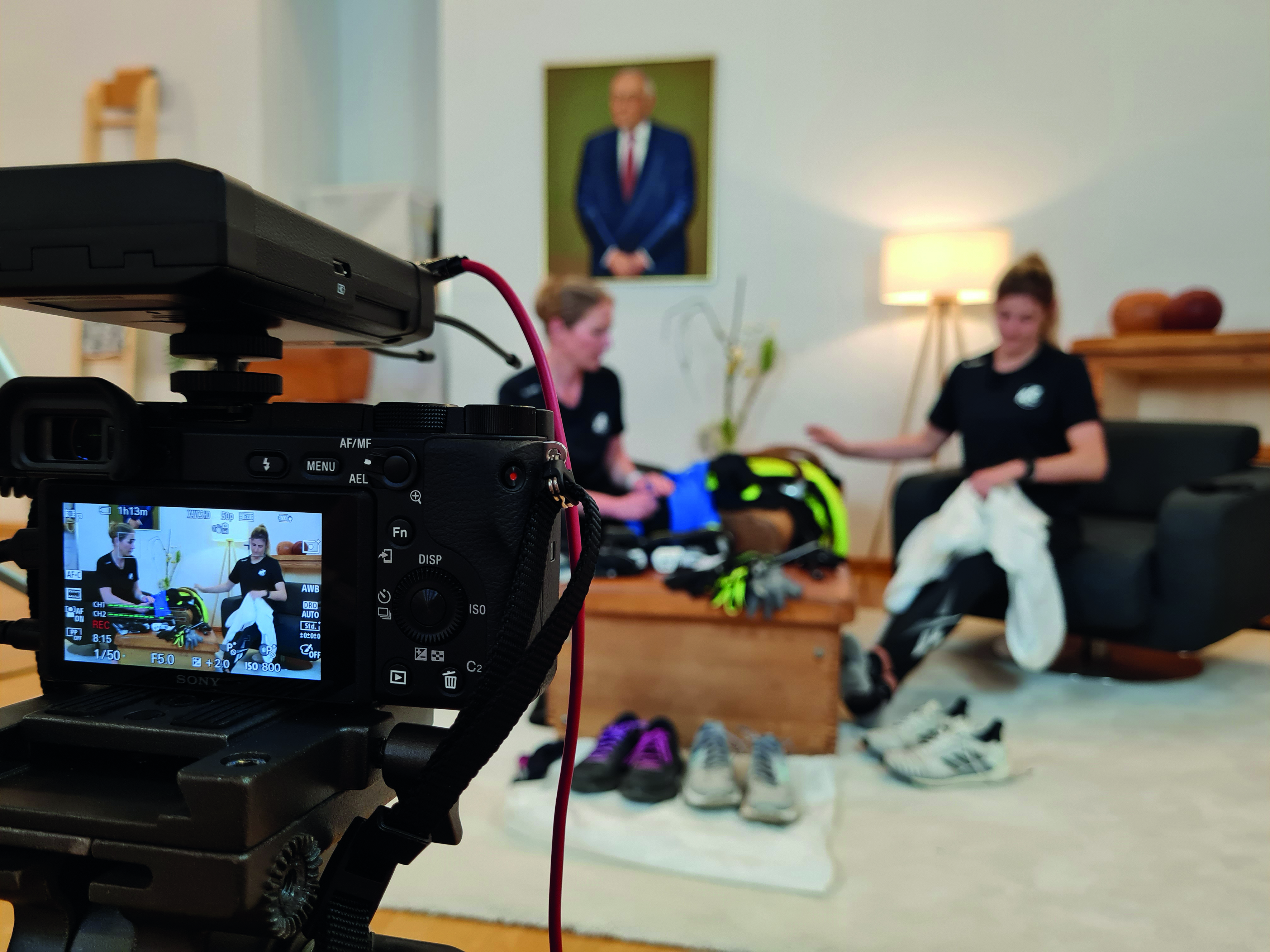
Das 46erTV im Rahmen der Corona-Pandemie

Die Corona-Pandemie führte zu einigen Änderungen in der Organisationsstruktur des ASC Göttingens. Da die pandemische Situation die Durchführung einer Jahreshauptversammlung in Präsenz unmöglich machte, entschied sich der Verein für die Umsetzung eines Umlaufverfahrens. Mit einer Wahlbeteiligung von 76 Prozent wurden alle 23 Beschlüsse angenommen. Auch im Sport kam es zu neuen Aufgaben durch die Pandemie. Der Sportbetrieb wurde eingestellt und sämtliche Sporträume wurden geschlossen. Aus diesem Grund wurden die Angebote auf digitale Lösungen umgestellt. Im April 2021 gab es die ersten Sportkurse per Livestream, sodass die Mitglieder des Vereins von zu Hause aus Sport treiben konnten. Im November 2021 erweiterte der ASC Göttingen sein digitales Angebot und richtete einen Internet-TV-Sender, das 46erTV, ein auf dem von morgens bis abends gesendet wurde. Neben den Live-Sportkursen gab es zusätzliche Inhalte in Form von Interviews und Gesprächen zu den Themen Sport, Gesundheit und Politik.

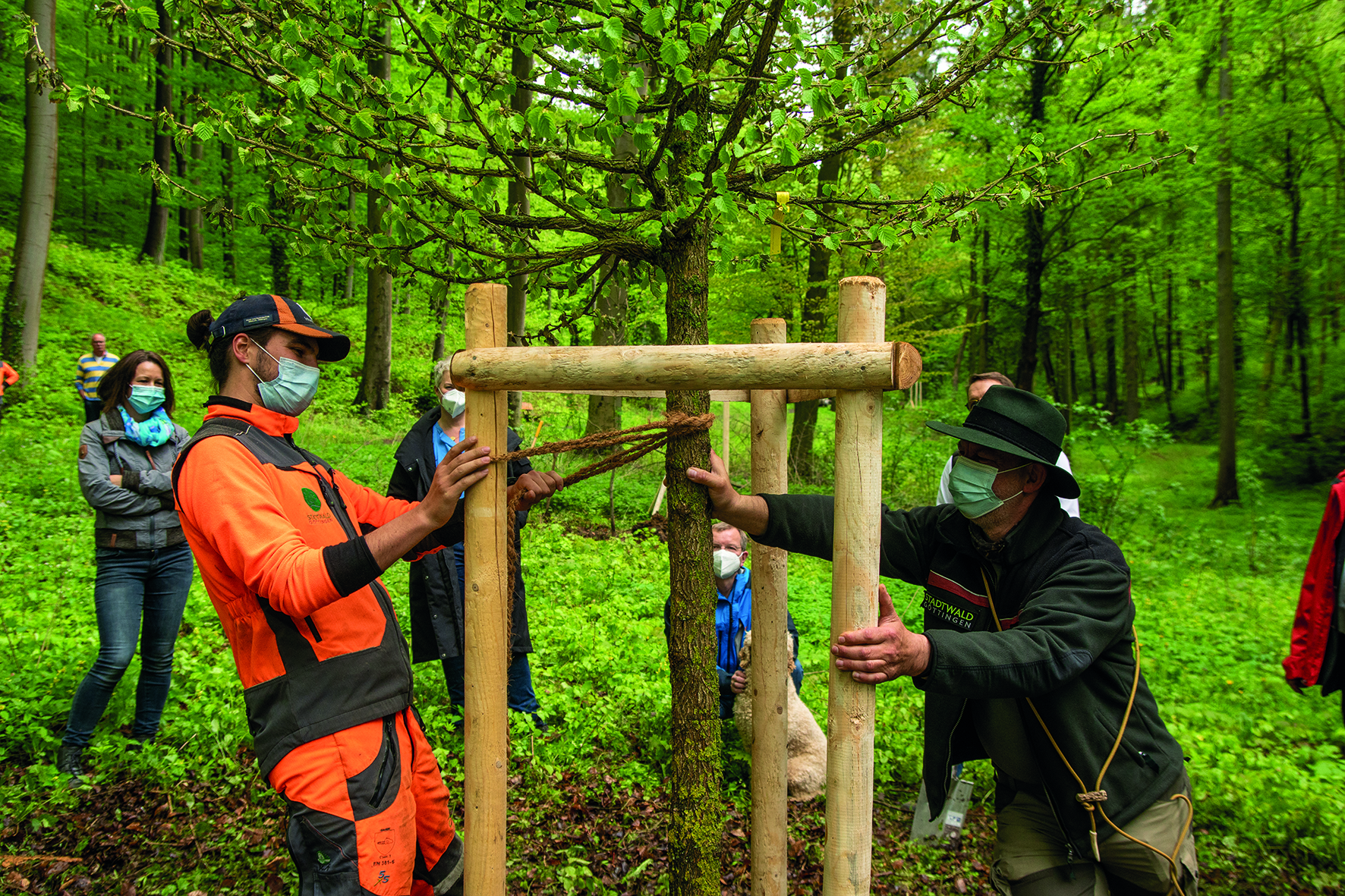
Die Aktion „Wir setzen [Z]Eichen“ anlässlich des 175-jährigen Jubiläums des ASC Göttingens

Die sportlichen Großveranstaltungen, die anlässlich des 175-jährigen Vereinsjubiläums geplant waren, konnten aufgrund der weiterhin anhalten Pandemie-Situation nicht stattfinden. Aufgrund dessen entschied der Verein dazu, das Jubiläumsprogramm auf Nachhaltigkeit umzustellen. Unter dem Motto „Wir setzen [Z]Eichen“ initiierte der ASC Göttingen eine Baumpflanzaktion. Am 8. April 2021 wurden die ersten 1846 Eichen im Stadtwald gepflanzt.

## Vereinswappen
| Wappen | Vereinsname                                    | Jahre     |
| ------ | ---------------------------------------------- | --------- |
|        | Turngemeinde Göttingen („TG 46“)               | 1846–1980 |
|        | Schwimmverein Göttingen 08                     | 1946–1969 |
|        | Schwimmsportverein Hellas                      | 1947–1969 |
|        | Schwimm-Sport-Club Göttingen („SSC Göttingen“) | 1969–1980 |
|        | ASC Göttingen von 1846 e. V. (altes Logo)      | 1980–2021 |
|        | ASC Göttingen von 1846 e. V. (aktuelles Logo)  | seit 2021 |

## Basketball

### Herrenteam
Der ASC Göttingen bzw. die Vorgängervereine SSV Hellas Göttingen und SSC Göttingen spielten 1966/67, 1970/71, von 1973 bis 1975 und von 1976 bis 1988 in der Basketball-Bundesliga. Die Mannschaft wurde dreimal Deutscher Meister und zweimal DBB-Pokalsieger. Die 1. Herrenmannschaft des ASC Göttingen spielt in der 1. Regionalliga Nord. Spiel- und Haupttrainingsstätte ist die Sporthalle des Hainberg-Gymnasiums, hier werden auch die meisten anderen Ligaspiele ausgetragen. 
Aktuell spielt das erste Herren-Team in der Regionalliga Nord und ist dort unter anderem mit drei Spielern vertreten, die auch schon Profi-Erfahrung im Team der BG Göttingen sammeln konnten (Nick Boakye, Max Wüllner und Janis Jünemann).
Seit der Saison 2023 ist Torben Haase der Headcoach der Mannschaft.

### Erfolge
- 1980: Deutscher Meister (als SSC Göttingen)
- 1983: Deutscher Meister
- 1984: Deutscher Meister
- 1984: DBB-Pokalsieger
- 1985: DBB-Pokalsieger

### Jugendarbeit
Der Verein stellt in allen Altersklassen Mannschaften. Mit Yasin Kolo gelang einem Spieler des ASC Göttingen der Sprung in die Jugendnationalmannschaft.

## Volleyball
In der Volleyballabteilung des ASC gibt es drei Frauen-, fünf Männer- sowie zahlreiche Jugendmannschaften. Die erste Männermannschaft spielte von 2013 bis 2015 in der Dritten Liga West.

## Tischtennis
Die Damen-Mannschaft spielte in den 1960er Jahren mehrfach in der Oberliga Nord, der damals höchsten deutschen Spielklasse.

### Erfolge
- 1957: 3. Platz für Wiltrud Steinbach (SSV Hellas Göttingen) im Doppel mit Oda Mielenhausen (PSV Braunschweig) bei den Deutschen Einzelmeisterschaften
- 1960: 2. Platz für Ilse Lantermann (SSV Hellas Göttingen) im Einzel bei den Deutschen Einzelmeisterschaften
- 1964: 3. Platz für Ilse Lantermann und Waltraud Zehne (SSV Hellas Göttingen) im Doppel bei den Deutschen Einzelmeisterschaften

## Kinder- und Jugendarbeit
Neben dem vielfältigen Sportangebot betreibt der ASC mit der asc-Kinderbetreuungs gGmbH mehrere Kinderkrippen, Kindertagesstätten und Horte. Hier werden Kinder mit Schwerpunkt auf Bewegungspädagogik betreut.
Der ASC Göttingen ist anerkannter Träger für das Freiwillige Soziale Jahr (FSJ) im Sport in Niedersachsen und führt dieses in Kooperation mit der Sportjugend Niedersachsen durch. Seit 2008 setzt der ASC den entwicklungspolitischen Freiwilligendienst weltwärts in Kooperation mit dem Bundesministerium für wirtschaftliche Zusammenarbeit und Entwicklung um.